# Mocznik
Mocznik (karbamid, E927b), CO(NH
2)
2 – organiczny związek chemiczny, diamid kwasu węglowego.

## Występowanie
Jest to końcowy produkt przemiany białek i innych związków azotowych w organizmach zwierząt ureotelicznych, powstaje w cyklu ornitynowym. Jest wydalany z moczem (90%), a w niewielkich ilościach z potem (10%). Jego stężenie w osoczu wynosi 2,5–6,4 mmol/dm³. Stanowi około ¾ azotu powstałego w procesie metabolizowania białek. 
Fizjologicznie wydalany z moczem w ilości 25-35 g/24 h.

## Otrzymywanie

Znaczek pocztowy wydany w 100. rocznicę śmierci Friedricha Wöhlera, upamiętniający syntezę mocznika

Związek ten został po raz pierwszy otrzymany syntetycznie przez Friedricha Wöhlera w 1828 roku. Był to pierwszy związek organiczny otrzymany z całkowicie nieorganicznych substratów w wyniku ogrzewania cyjanianu amonu:
czym dowiedziono niesłuszność teorii „siły życiowej”, rzekomo niezbędnej do syntezy związków produkowanych przez żywe organizmy.
W przemyśle mocznik jest otrzymywany w bezpośredniej reakcji dwutlenku węgla z amoniakiem, przebiegającej w autoklawach pod ciśnieniem 100–200 atm, w temperaturze 160–200 °C:
CO
2 + 2NH
3 → CO(NH
2)
2 + H
2O

### Produkcja
Światowa produkcja mocznika w 2009 wynosiła ok. 152 mln ton.
Największymi producentami mocznika w Polsce są:
- Grupa Azoty Zakłady Azotowe „Puławy” S.A. – 1,2 mln t/r[12]
- Grupa Azoty Zakłady Chemiczne „Police” S.A.
- Grupa Azoty Zakłady Azotowe „Kędzierzyn” S.A.

Najwięksi producenci mocznika na świecie to:
- QAFCO – 5,6 mln t/r[13]
- Yara – 5,1 mln t/r[14]
- SAFCO – 2,6 mln t/r[15]
- Grupa Azoty Zakłady Azotowe „Puławy” S.A. – 1,2 mln t/r[16]
- Acron – 800 tys. t/r[17].

## Właściwości
Tworzy bezbarwne kryształy w formie długich i bezbarwnych igieł bez zapachu o temperaturze topnienia ok. 133 °C, przy dalszym ogrzewaniu ulega rozkładowi przed osiągnięciem temperatury wrzenia. Jest higroskopijny, łatwo rozpuszczalny w wodzie. W wyniku kondensacji podczas ogrzewania tworzy biuret.

## Zastosowanie
Mocznik występuje w postaci białych granulek. Jako nawóz stosuje się go na wszystkich glebach, z wyjątkiem gleb o bardzo wysokim odczynie kwaśnym, zasadowym lub gleb świeżo zwapnowanych; pod wszystkie rośliny uprawy polowej, użytki zielone, rośliny warzywnicze, kwiatowe, drzewa i krzewy owocowe oraz trawniki. Można stosować w formie oprysku drobnokroplistego. Znajduje również szerokie zastosowanie jako reduktor w procesie selektywnej redukcji katalitycznej, służącej oczyszczaniu spalin. Produkowany jest przeważnie w stężeniach 45%, 40%, 35%.
Mocznik jest też stosowany do produkcji preparatów AdBlue. Stosowany również na lotniskach do odladzania powierzchni manewrowej statków powietrznych (pasów startowych, dróg kołowania).

### Znaczenie kliniczne
Oznaczenie stężenia mocznika w surowicy krwi przydatne jest w diagnostyce funkcji nerek i chorób metabolicznych. Mocznik jest końcowym produktem rozpadu białek, wytwarzanym głównie w wątrobie. Stężenie mocznika w surowicy zależy od, często przeciwstawnych, mechanizmów oraz nawyków żywieniowych. Najważniejsze czynniki wpływające na poziom mocznika w krwi, to: wydalanie i reasorbcja nerkowa mocznika, rozpad własnych (endogennych) białek organizmu i wątrobowa synteza białek oraz podaż białka w diecie (dieta wysoko lub nisko białkowa). U dzieci, ze względu na przeważające procesy anaboliczne, stężenie mocznika jest niższe niż u dorosłych. Zwiększenie stężenia mocznika jest prawie zawsze związane z obniżeniem perfuzji nerkowej, skąpomoczem i bezmoczem, rzadziej z nasileniem katabolizmu białek np.: w przypadku glikokortykoterapii, nadczynności tarczycy, chemioterapii nowotworów i w chorobach o ciężkim przebiegu. W ciężkich uszkodzeniach nerek z ograniczeniem filtracji dochodzi do znacznego zmniejszenia wydalania mocznika i w konsekwencji znacznego wzrostu stężenia w surowicy. Ze względu na rozmaitość czynników decydujących o poziomie mocznika w krwi, stężenie mocznika nie jest jednak precyzyjnym parametrem oceny przesączania kłębuszkowego. Wskazaniem do oznaczenia stężenia mocznika w krwi jest: różnicowanie przyczyn nadmiaru związków azotowych w krwi (azotemia przednerkowa i pozanerkowa), ocena toksemii mocznicowej u chorych z terminalną niewydolnością nerek oraz ocena nasilenia katabolizmu białkowego u chorych dializowanych. W diagnostyce różnicowania przyczyn azotemii znalazł zastosowanie wskaźnik mocznik/kreatynina.
Mocznik w przypadkowej próbce moczu jest oznaczeniem przydatnym głównie w kontroli funkcjonowania nerek. Mocznik powstaje w wątrobie jako uboczny produkt metabolizmu białek. Jest najważniejszą formą wydalania białka u ludzi i ssaków. W nerkach podlega procesowi filtracji kłębuszkowej oraz sekrecji i reabsorpcji w kanalikach nerkowych. Jego stężenie zależy w większym stopniu od metabolizmu, poziomu nawodnienia i równowagi jonowej niż stężenie kreatyniny. Badanie mocznika w moczu jest jednym z oznaczeń wykonywanych w ramach ogólnego badania moczu. Mocznik w moczu stanowi zasadniczą część azotu pozabiałkowego i jest uwzględniany w wyliczaniu bilansu azotowego. Oznaczenie mocznika w moczu wykonuje się w celu kontroli pracy nerek i określenia równowagi białkowej organizmu. W tych sytuacjach należy uwzględniać podaż białka w diecie. Znacznie częściej badaniu i interpretacji poddaje się jednak oznaczenie mocznika w surowicy krwi. Oznaczenie w moczu jest bardziej miarodajne w przypadku zbiórki dobowej, lecz może być wykonywane również w próbce przypadkowej. Podniesione stężenie mocznika może być skutkiem ostrej lub przewlekłej niewydolności nerek, wysokobiałkowej diety, utrudnionego odpływu moczu i spadku przepływu nerkowego, a także ciężkich urazów tkanek i oparzeń. Obniżony poziom mocznika może wiązać się z niskobiałkową dietą, niedożywieniem, zespołem złego wchłaniania, ciążą, chorobami wątroby lub poliurią (wydzielanie powyżej 2 litrów moczu na dobę).

### Biotechnologiczne wytwarzanie kalcytu
Mocznik jest metabolizowany przez bakterie glebowe Sporosarcina pasteurii (podobny metabolizm wykazuje Sporosarcina ureae) zawierające wysoce aktywny enzym ureazę, katalizujący reakcję:
CO(NH
2)
2 + H
2O → CO
2 + 2NH
3
W obecności jonów wapnia Ca2+
 prowadzi to do wytrącania się kalcytu (tzw. wytrącanie kalcytu indukowane bakteryjnie):
Ca2+
 + H
2O + CO
2 → CaCO
3↓ + 2H+

Proces ten wykorzystać można do poprawienia właściwości gleby, a także do produkcji cegieł niewymagających wypalania. W technologii opracowanej przez Ginger Krieg Dosier z American University of Sharjah (Zjednoczone Emiraty Arabskie), cegły wytwarzane są przez nanoszenie cienkich warstw piasku, mocznika, chlorku wapnia i bakterii, a po zakończeniu wiązania mogą uzyskać twardość porównywalną ze zwykłymi cegłami.